# بستان (دشت آزادگان)
بستان شهری در استان خوزستان، ایران است. این شهر یکی از شهرها و بخش‌های شهرستان دشت آزادگان در مرز غربی خوزستان در ۸۵ کیلومتری مرکز استان خوزستان شهر اهواز و در مجاورت استان میسان، عراق است. 
بستان در آغاز جنگ ایران و عراق، دو بار به تصرف ارتش بعث عراق در آمد و سرانجام با اجرای موفق عملیات طریق القدس در ۸ آذر ۱۳۶۰،برای همیشه آزاد شد